# VW Iroc
Der VW Iroc ist ein Konzeptfahrzeug und eine Stylingstudie des ehemaligen Volkswagen-Designers Murat Günak. Der damalige VW-Markenvorstand Wolfgang Bernhard präsentierte das Fahrzeug erstmals im August 2006 in einem Hangar des Flughafens Berlin-Tempelhof auf einem Event mit der schwedischen Rockband Mando Diao. Im Oktober desselben Jahres war der Iroc auf der Automobilausstellung Mondial de l’Automobile in Paris zu sehen. Auf Basis dieser Studie wurde von Mitte 2008 bis 2017 das in Palmela (Portugal) produzierte Serienmodell als VW Scirocco (III) angeboten.

## Technik

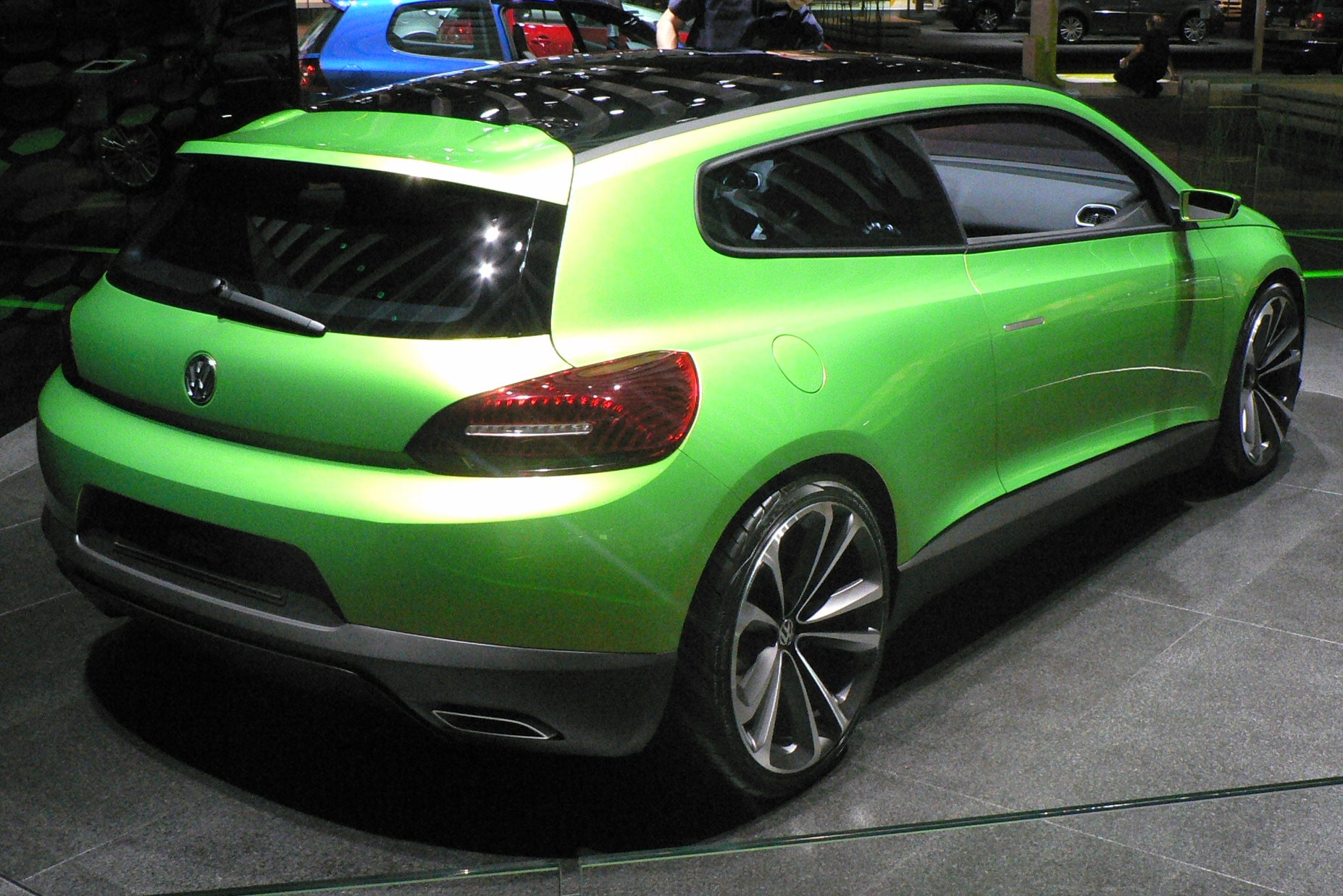
Heckansicht

Der VW Iroc ist ein Coupé mit 4 Sitzplätzen (2+2 Sitzer). Der Name Iroc deutet auf seine Wurzeln hin, die im VW ScIROCco – ebenfalls ein Coupé – liegen. Das Fahrzeug ist 4,24 m lang, 1,80 m breit und 1,40 m hoch; der Radstand beträgt 2,68 m.
Die meisten Designelemente sowie die Abmessungen der Karosserie wurde in das Serienmodell des Scirocco übertragen. Nach eigenen Angaben hat Günak freiwillig seinen Arbeitsvertrag als Chefdesigner bei VW noch vor der Erscheinung des Scirocco gekündigt. Die von Günak bereits fertiggestellten Design-Entwürfe für das ab 2008 gekommene Serienmodell des Scirocco wurden jedoch nicht berücksichtigt und vom neuen Chefdesigner Walter de Silva, der vorher unter der Leitung Günaks gearbeitet hatte – ebenfalls auf Basis des Iroc – neu gezeichnet.
Unter der Motorhaube des Wagens sitzt der vom Golf V GT her bekannte TSI-Motor mit 1,4 l Hubraum. Es ist ein direkteinspritzender Ottomotor, der mit einem Turbolader und einem Kompressor versehen ist. Die Leistung wurde von 125 auf 154 kW (210 PS) angehoben und wird über ein Doppelkupplungsgetriebe (DSG) übertragen.